# GW170817
GW170817 var et signal forårsaget af en gravitationsbølge (engelsk: gravitational wave, (GW)) observeret af måleinstrumenterne LIGO og Virgo den 17. august 2017. Gravitationsbølgen blev igangsat i det sidste minutter, da to neutronstjerner nærmede sig hinanden og til sidste sammensmeltede i et nyt objekt 130 millioner lysår fra Jorden. Det er den første observation af en gravitationsbølge, der er observeret på anden måde end ved observation af tyngdefelter.
De tidligere fem observtioner af gravitationsbølger fandt sted ved sammensmeltning af sorte huller, som ikke forventes at udløse elektromagnetisk stråling, Eftervirkningerne af sammenstødet mellem de to neutronstjerner blev observeret af 70 observatorier på Jorden og i Rummet over hele det elektromagnetiske spektrum, hvilket udgjorde et gennembrud for multi-messenger astronomi.
Opdagelsen og efterfølgende observationer af GW170817 blev af tidsskriftet Science kåret til 'Årets Gennembrud i 2017'.
Signalet fra gravitationsbølgen fik navnet GW170817 og havde en varighed af ca. 100 sekunder og havde de karakteristika i intensitet og frekvens, der er forventet, når to neutronstjerner i indbyrdes kredsløb nærmer sig hinanden i en indadgående spiral. Analyse af de små forskelle i hvornår signalet ramte de tre instrumenter (to LIGO og en Virgo) afslørede hvorfra i verdensrummet signalet havde sin oprindelse. Uafhængigt af disse observationer opfangede rumteleskoperne Fermi og INTEGRAL et kort (mindre end 2 sekunder) gammaglimt, der fik navnet GRB 170817A. Gammaglimtet blev observeret 1,7 sekunder efter observationen af gravitationsbølgen. Rumteleskopernes instrumenter har begrænset følsomhed til måling af retningen, hvorfra signalet udgik, men de indikerede et større område på himmelen, der var sammenfaldende med området, hvorfra gravitationsbølgen havde sin oprindelse. Observationerne understøttede således teorien om, at gammaglimt forårsages af sammensmeltninger af neutronstjerner.